# Terrassola
Terrassola es una entidad de población española del municipio de Torrelavid, perteneciente a la provincia de Barcelona, en la comunidad autónoma de Cataluña.

## Toponimia
El nombre del lugar puede encontrarse referido con las variantes Terrasola del Panadés y Terrassola.

## Historia
Hacia mediados del siglo XIX, el lugar, por entonces con ayuntamiento propio, tenía contabilizada una población de 351 habitantes. Aparece descrito en el decimocuarto volumen del Diccionario geográfico-estadístico-histórico de España y sus posesiones de Ultramar de Pascual Madoz con las siguientes palabras:

TERRASOLA DEL PANADÉS: l. con ayunt. en la prov., aud. terr., c. g. y dióc. de Barcelona (6 leg), part. jud. de Villafranca de Panadés (2). sit. junto al riach. de Riudevitlles, con buena ventilacion y clima templado, aunque no de los mas sanos; las enfermedades comunes son fiebres de varios caracteres, en particular las intermitentes rebeldes y perniciosas. Tiene 120 casas; una igl. parr. (San Marcial), de que es aneja otra denominada de San Martin Sas Devesas, servida par un cura de ingreso de provision real, en la que antes alternaba el abad de benedictinos de Monserrate. El térm. confina N. Cabrera; E. La Vid; S. Plá, y O. San Pedro de Riudevitlles. El terreno es de mediana calidad, le fertiliza el mencionado riach., y la parte alta está cubierta de pinos. Los caminos son locales de herradura, y se hallan en mal estado. El correo se recibe de la cab. del part. prod.: cereales, vino, nueces y otras frutas, hortalizas abundantes; cria algun ganado y caza de perdices y conejos. ind.: 2 fáb. de papel y 2 de aguardiente. comercio: esportacion de frutos sobrantes y prod. de la ind., é importacion de trapo y otros art. que faltan. pobl.: 74 vec., 351 almas. cap. prod.: 2.087.200. rs. imp.: 52,180.
Madoz, 1849, p. 749)

El municipio de Terrasola desapareció de cara al censo de España de 1920, al incorporarse al de Torrelavid.
En 2023, la entidad singular de población de Terrassola tenía empadronados 252 habitantes y el núcleo de población 221 habitantes.

## Demografía
| Gráfica de evolución demográfica de Terrasola entre 1842 y 1910 |
| |
| Población de derecho según los censos de población del INE. Población de hecho según los censos de población del INE.Entre el censo de 1920 y el anterior, este municipio desaparece porque se integra en el municipio Torrelavid. |

## Patrimonio

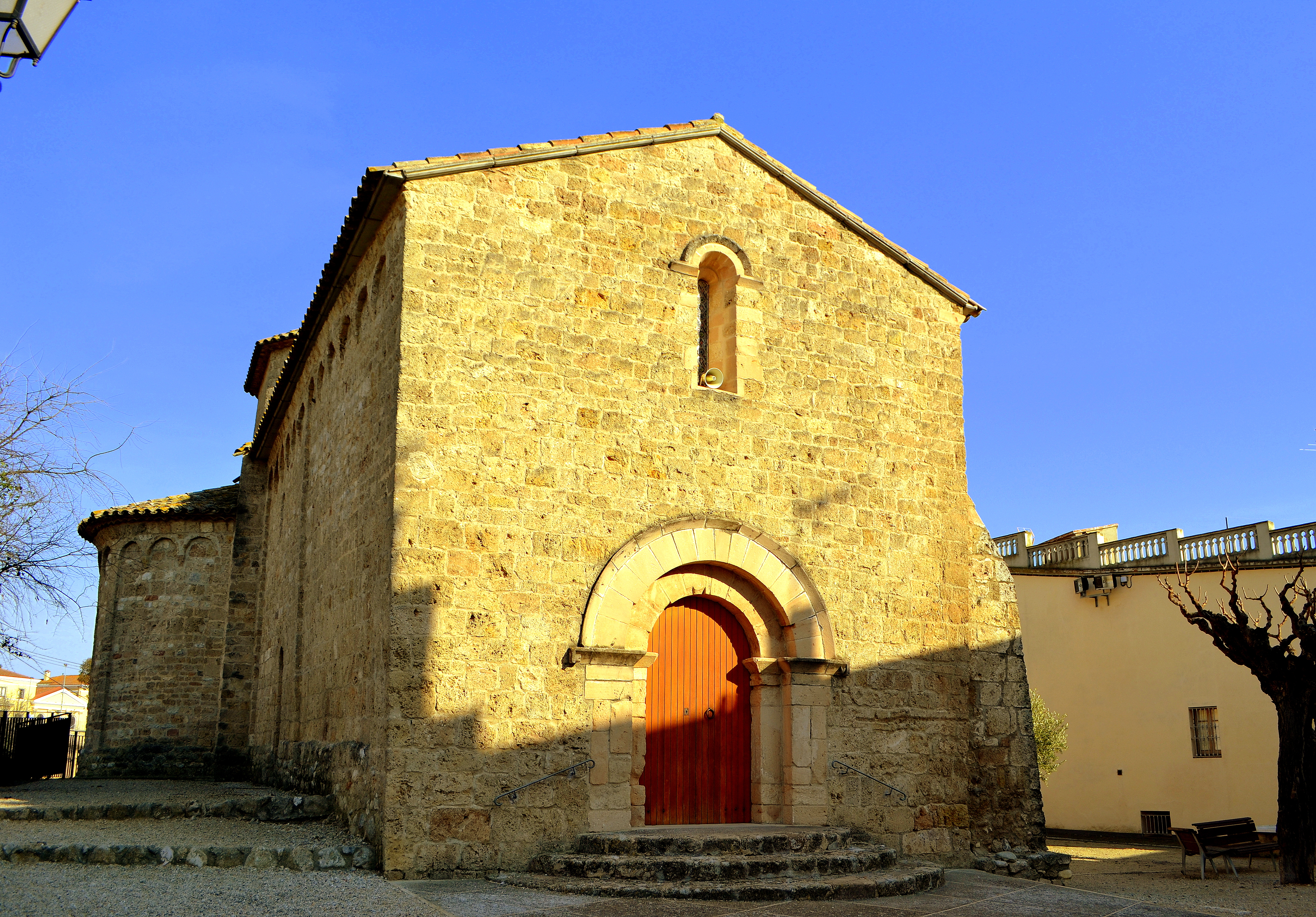
Iglesia de San Marcial

En la localidad hay una iglesia bajo la advocación de San Marcial.